# Gamlebylinjen
Gamlebylinjen, oprindeligt Oslolinjen, er en del af Oslos sporveje, der går fra Stortorvet til Oslo hospital i Gamlebyen (formelt kaldet Oslo indtil 1925). Sporvejen blev oprettet i 1875 som en af byens første fire sporveje. Oprindeligt endte den ved Botsfengselet, lige før krydset Grønlandsleiret / Schweigaards gate, men allerede i 1878 blev sporene forlænget ad Oslo gate til St. Halvards plass, og i 1899 til Oslo Hospital.

## Historie
I 1874 bestemte man sig for at bygge sporveje i Oslo, der dengang hed Kristiania, og året efter blev det besluttet at anlægge fire linjer. Linjerne blev anlagt af Kristiania Sporveisselskab og åbnet 6. oktober 1875 som hestesporveje. Tre af linjerne udgik fra Stortorvet: Homansbylinjen, Vestbanelinjen og Oslolinjen. Den fjerde gik mellem Homansbyen og Vestbanen men blev nedlagt allerede efter to uger. Af de første sporvejslinjer var det kun Oslolinjen, der gik østover, idet den gik ad Brugata - Grønland - Grønlandsleiret til Botsfengslet. I 1878 blev den forlænget sydpå ad Oslo gate til St. Halvards plass og i 1899 videre til Oslo Hospital.
Oslolinjen var den sidste af byens sporveje til at blive trafikeret af hestesporvogne, der holdt ud til 22. januar 1900. Samme år åbnedes sidelinjerne Kampenlinjen til Kampen og Vålerengalinjen, der svingede østover ad Schweigaards gate – Strømsveien til Vålerenga.
I 1917 blev Oslolinjen forbundet med Ekebergbanen, en forstadsbanen mellem Oslo Hospital og Sæter der blev bygget af det private sporvejsselskab AS Ekebergbanen og åbnet 1. juli det år. Fra da af kørte Ekebergbanens vogne, de såkaldte ”vikingeskibe”, også på Oslolinjen sammen med vognene fra Kampen og Vålerenga.
Vålerengalinjen blev forlænget til Etterstad og Helsfyr i 1923. I Helsfyr kunne der skiftes til Østensjøbanen.
Ved årsskiftet 1924/1925 ændrede Kristiania navn til Oslo. Det gamle Oslo blev herefter Gamlebylinjen, hvorefter det vel er mest korrekt at omtale Oslolinjen som Gamlebylinjen.
I 1957 blev den nedre del af Gamlebylinjen delt i to ved Grønlandsleiret/Oslo gate x Schweigaards gate. Gamlebylinjen fandtes derefter i to varianter med den gamle ad Brugata – Grønland – Grønlandsleiret og den nye ad Jernbanetorget – Biskop Gunnerus gate – Schweigaards gate. Årsagen til de nye spor var at øge effektiviteten for de sporvogne. der gik fra centrum og østover via Helsfyr (forløberne for de østlige T-baner). Indtil 1960 gik Ekebergbanen og Vålerengagalinjen således over Grønland, mens sporvognene via Helsfyr gik ad Schweigaards gate.
I 1960 vedtog kommunalbestyrelsen at nedlægge al sporvejsdrift i Oslo med Oslo Sporveier som den ivrigste støtte. Allerede samme år nedlagdes sporene ad Grønland og linjen til Kampen. Ekebergbanen og Vålerengagalinjen blev opretholdt men kom til at køre ad Schweigaards gate. I 1968 blev Vålerengalinjen også nedlagt, men Ekebergbanen overlevede og dermed også Gamlebylinjen.

### Fremtiden
I 2014/2015 begyndte anlægget af Bjørviklinja ad Dronning Eufemias gate med forventet åbning i 2017/2018. Forud for anlæggelse lagde trafikselskabet Ruter i 2010 op til, at den skulle erstatte sporvejen ad Schweigaards gate, men efter nogle år ændrede man holdning. En af årsagerne var en beslutning i kommunalbestyrelsen 26. januar 2011 om at beholde sporene i Schweigaards gate. En anden årsag var, at der i 2014 et gennembrud i planerne om at flytte Oslo bussterminal fra Schweigaards gate med den følge, at planer om at udvikle den som busgade blev uaktuelle.
I 2015 udgav Ruter, Sporveien Oslo, Oslo Vognselskap og Bymiljøetaten Trikkeprogrammet Rapport, hvor der i scenario 1 med bevillinger som i dag og derfor kun udbygninger i moderat omfang blev lagt op til, at der skulle gå en sporvej fra Gamlebyen til Majorstuen ad samme vej øst om Jernbanetorget som nu. I en kommentar hed det desuden: "Den nuværende sporvej ad Schweigaards gate bevares. Argumentet mod det er svagt trafikgrundlag og skæv balance mellem øst og vest. Når den alligevel bevares skyldes det kapacitetsudnyttelse på Jernbanetorget, prioritering af kapaciteten i Brugata og ideer fra KVU Oslonavet."
Et tilbagevendende tema efter nedlæggelse af Vålerengalinjens nedlæggelse i 1968 er at få den genetableret som erstatning for den nuværende buslinje 37. I så fald vil det være oplagt at genetablere sporene i det østlige Schweizgaards gate og videre via Galgeberg, Vålerenga og Etterstad til Helsfyr. Det er ikke usandsynligt, at netop det bliver fremtiden på længere sigt, så der atter kommer til at ligge sporvej i hele Schweigaards gate, sådan som der gjorde mellem 1957 og 1968. Gamle Oslos bydelsudvalg har flere gange vedtaget enstemmigt at forlænge sporene i Scgweigaards gate mod nordøst, så Vålerengalinjen kan komme tilbage.
Dette forslag nævnes også i Trikkeprogrammet: "Sporvej ad Strømsveien over Vålerenga (12): Skitseres som en mulighed i KVU Oslonavet og M2016. Hvis sporvejens infrastruktur skal udbygges i indre by øst (se tiltag 8 og 11) kan der være gode argumenter for at gøre netværket komplet for at styrke knudepunkterne i øst (Helsfyr, Bryn, Økern), for at give en større del af markedet skinnegående tilbud og for mere rationel drift. Strømsveien betjenes i dag af buslinje 37 og regionale busser. Tiltaget giver desuden mere kapacitet på Dronning Eufemias gate, forudsat at den kobles på Ekebergbanen ved St. Hallvards plass. En anden mulighed er at køre ad Schweigaards gate."